# Bieżywody
Bieżywody – wieś w Polsce położona w województwie łódzkim, w powiecie piotrkowskim, w gminie Czarnocin.
Biezwody (Bieżywody) były wsią biskupstwa włocławskiego w powiecie piotrkowskim województwa sieradzkiego w końcu XVI wieku.
W latach 1975–1998 miejscowość administracyjnie należała do województwa piotrkowskiego.